# McArabia
Il McArabia è un panino imbottito a base di pita e pollo venduto regolarmente nella catena di fast food McDonald's nei paesi arabi e in Pakistan.
In Malaysia, Sudafrica e Singapore viene chiamato Grilled Chicken Foldover, mentre in Spagna, Francia e Paesi Bassi è conosciuto come McOriental, McTurco in Turchia, Greek Mac in Grecia e a Cipro, nonché McKebab in Israele. Il panino era stato originariamente ideato per venire incontro ai gusti del mercato dell'Asia occidentale.

## Storia
Il sandwich fu introdotto sul mercato per la prima volta nel 2001 in Grecia con il nome Greek Mac.
Nel marzo 2003, rinominato McArabia, fu distribuito in Arabia Saudita ed Emirati Arabi Uniti per sopperire un forte calo dei profitti nel 2002 dovuto al boicottaggio di marchi e ristoranti americani durante la guerra in Iraq. Inizialmente ci furono proteste sostenendo che gli ingredienti non provenivano da fornitori locali. La prima versione del panino utilizzava pollo grigliato con pane pita importato dal Regno Unito (per la prima settimana), poi passato ai fornai locali. Nel 2004 venne aggiunta la variante Kufta (che sostituisce il pollo grigliato con una polpetta di carne bovina speziata), mentre nel 2005, il sandwich arrivò anche in Malesia in una variante alla carne di manzo.

## Valori nutrizionali
Il McArabia ha 590 Kilocalorie (2.468,56 kJ), 33 grammi di lipidi (di cui 9.6 grammi di grassi saturi), 47 grammi di carboidrati e 26 grammi di proteine.